# Hubert Gessner
Hubert Johann Karl Gessner (* 20. Oktober 1871 in Walachisch Klobouk; † 29. Jänner 1943 in Wien) war ein österreichischer Architekt.

## Leben
Hubert Gessner studierte von 1885 bis 1889 an der Staatsgewerbeschule Brünn. Danach war er als Bauzeichner und Bauleiter bei Julius Lundwall in Troppau tätig. Von 1894 bis 1898 setzte er sein Studium bei Otto Wagner an der Akademie der Bildenden Künste Wien fort und arbeitete anschließend von 1898 bis 1899 im Büro von Otto Wagner. Schließlich war er 1900/1901 außerordentlicher Hörer an der Technischen Hochschule Wien. In den Jahren 1907 bis 1912 arbeitete er vor allem mit seinem Bruder, dem Architekten Franz Gessner zusammen. Nach Ende des Ersten Weltkrieges wurde er bald einer der führenden Architekten für Wohnbauten in Wien. In dieser Zeit entstanden unter anderem der Karl-Seitz-Hof und der Reumannhof. Mit dem „Anschluss“ Österreichs an das Deutsche Reich im Jahre 1938 erhielt er jedoch Berufsverbot und verstarb noch während des Zweiten Weltkrieges. Er wurde am Neustifter Friedhof bestattet.
Zu den berühmtesten Werken von Hubert Gessner gehört unter anderem das im Jugendstil in den Jahren 1901 bis 1902 errichtete Arbeiterheim Favoriten. Während dieser Tätigkeit freundete er sich mit Victor Adler an. Mitglied der Sozialdemokratischen Partei wurde er allerdings nicht.

## Funktionen und Mitgliedschaften
- Ordentliches Mitglied der Architektenkammer (ab 1923)
- Vizepräsident der Zentralvereinigung der Architekten Österreichs
- Mitglied des Niederösterreichischen Gewerbevereins

## Bauwerke
Zahlreiche dieser Bauwerke entstanden in Zusammenarbeit mit seinem Bruder Franz Gessner.

| Foto |                 | Baujahr   | Name | Standort                                                                            | Beschreibung | Metadaten                                                                           |
| ---- | --------------- | --------- | --- | ----------------------------------------------------------------------------------- | --- | ----------------------------------------------------------------------------------- |
| BW   | Datei hochladen | 1896      | Villa Bratmann | Smetanova 116, Valašské Klobouky, Tschechien Standort                               | Anmerkung: Auch andere Gebäude in seiner Heimatstadt stammen von Hubert Gessner | P84(Architekt): P131(Ort):                                                          |
| ja   | Datei hochladen | 1897      | Handelskammer Hradec Králové · Wikidata                                                                             | Náměstí Svobody 2, Hradec Králové, Tschechien Standort                              | Heute pädagogische Universität | P84(Architekt):Hubert Gessner, Otokar Bém P131(Ort):Hradec Králové Region-ISO:CZ-52 |
| ja   | Datei hochladen | 1901      | Sparkassengebäude in Czernowitz · Wikidata                                                                          | Czernowitz, Ukraine Standort                                                        | Wettbewerb 1.Preis, erbaut als Bukowina Sparkasse, heute Kunstmuseum | P84(Architekt): P131(Ort):Czernowitz Region-ISO:UA-77                               |
| ja   | Datei hochladen | 1902      | Arbeiterheim Favoriten HERIS-ID: 41054 Objekt-ID: 41420                                                             | Laxenburgerstraße 8–10, Wien 10 Standort                                            | Anmerkung: Wettbewerb, 1.Preis, heute Hotel, Fassade rekonstruiert | P84(Architekt): P131(Ort):Wien Region-ISO:AT-9                                      |
| ja   | Datei hochladen | 1903      | Grab Julius Popp | Zentralfriedhof Standort                                                            | Grabmal für Julius Popp, Politiker und Vertrautem von Victor Adler | P84(Architekt): P131(Ort):                                                          |
| ja   | Datei hochladen | 1903–1904 | Bezirkskrankenkassa Brünn · Wikidata                                                                                | Milady Horákové 329/24, Brünn, Tschechien Standort                                  | Anmerkung: | P84(Architekt):Hubert Gessner P131(Ort):Zábrdovice Region-ISO:CZ-64                 |
|      | Datei hochladen | 1904–1905 | Bezirkskrankenkasse Floridsdorf                                                                                     | Holzmeistergasse 9, Wien 21 Standort                                                | verändert Anmerkung: mit Franz Gessner | P84(Architekt): P131(Ort):                                                          |
|      | Datei hochladen | 1905      | Hotel Schlesischer Hof                                                                                              | Masarykova 11, Opava, Tschechien Standort                                           | zerstört Mit Franz Gessner. | P84(Architekt): P131(Ort):                                                          |
| ja   | Datei hochladen | 1905      | Zentralbad Brünn · Wikidata                                                                                         | Rašínova 643/12, Brünn, Tschechien Standort                                         | verändert mit Franz Gessner | P84(Architekt): P131(Ort):Brno-město Region-ISO:CZ-64                               |
| ja   | Datei hochladen | 1905      | Mährische Landesirrenanstalt Kremsier · Wikidata                                                                    | Hacvickova 50, Kroměříž, Tschechien Standort                                        | | P84(Architekt):Rudolf Perco P131(Ort):Kroměříž Region-ISO:CZ-72                     |
|      | Datei hochladen | 1905      | Lagerhaus des Österr. Konsum-Vereins                                                                                | Sonnwendgasse 15, Wien 10 Standort                                                  | zerstört | P84(Architekt): P131(Ort):                                                          |
| BW   | Datei hochladen | 1906      | Hotel Heinrichshof                                                                                                  | Lidická 1413/4, Novy Jicin, Tschechien Standort                                     | Anmerkung: mit Franz Gessner | P84(Architekt): P131(Ort):                                                          |
|      | Datei hochladen | 1907      | Konsumhalle Pöchlarn                                                                                                | Neudastraße 3, Golling an der Erlauf Standort                                       | verändert | P84(Architekt): P131(Ort):                                                          |
| ja   | Datei hochladen | 1907      | Villa Gessner HERIS-ID: 48765 Objekt-ID: 52314                                                                      | Sternwartestraße 70, Wien 18 Standort                                               | | P84(Architekt):Hubert Gessner, Franz Gessner P131(Ort):Wien Region-ISO:AT-9         |
| ja   | Datei hochladen | 1908      | Bäckerei des 1.NÖ Konsumvereins                                                                                     | Wolfganggasse 58–60, Wien 12 Standort                                               | Anmerkung: Ost- und Nordseite verändert | P84(Architekt): P131(Ort):                                                          |
| ja   | Datei hochladen | 1908–1909 | Erster NÖ Arbeiter Konsum-Verein                                                                                    | Wolfganggasse 58–60, Wien 12 Standort                                               | mit Franz Gessner, verändert | P84(Architekt): P131(Ort):                                                          |
| ja   | Datei hochladen | 1908–1909 | Bäckerei des 1. Wiener Konsumvereins HERIS-ID: 46811 Objekt-ID: 49026                                               | Hasnerstraße 123, Wien 16 Standort                                                  | → Hauptartikel : Erster Wiener Consum-Verein f1 | P84(Architekt): P131(Ort):Ottakring Region-ISO:AT-9                                 |
| ja   | Datei hochladen | 1908–1909 | Hammerbrotwerke Schwechat HERIS-ID: 8678 Objekt-ID: 4635                                                            | Innerbergstraße 28, Schwechat, NÖ Standort                                          | → Hauptartikel : Hammerbrotwerke f1 | P84(Architekt): P131(Ort):Schwechat Region-ISO:AT-3                                 |
| ja   | Datei hochladen | 1909–1910 | Parteihaus HERIS-ID: 10427 Objekt-ID: 6485                                                                          | Druckerei- und Verlagsanstalt „Vorwärts“, Wien 5, Rechte Wienzeile 97 Standort      | mit Franz Gessner | P84(Architekt):Hubert Gessner, Franz Gessner P131(Ort):Wien Region-ISO:AT-9         |
| ja   | Datei hochladen | 1910      | Arbeiter-Bäckerei · Wikidata                                                                                        | Liberec, Tschechien Standort                                                        | | P84(Architekt):Hubert Gessner P131(Ort):Jeřáb Region-ISO:CZ-51                      |
|      | Datei hochladen | 1909–1912 | Verlagsgebäude „Arbeiterwille“                                                                                      | Hans-Resel-Gasse 8–14, Graz Standort                                                | zerstört Verlagsgebäude „Arbeiterwille“, Sozialdemokratisches Parteihaus, Buchdruckerei „Vorwärts“ | P84(Architekt): P131(Ort):                                                          |
|      | Datei hochladen | 1910      | Arbeiterheim Floridsdorf                                                                                            | Angererstraße 14, Wien 21 Standort                                                  | zerstört Mit Franz Gessner durch den Zubau eines Saals erweitert. 1964 abgerissen. | P84(Architekt): P131(Ort):                                                          |
|      | Datei hochladen | 1910      | Erste Tiroler Arbeiter Bäckerei                                                                                     | Haller Straße 93, Mühlau/Innsbruck, Tirol Standort                                  | zerstört | P84(Architekt): P131(Ort):                                                          |
|      | Datei hochladen | 1911      | Kindererholungsheim                                                                                                 | Stranzendorf, Bezirk Korneuburg, NÖ                                                 | mit Franz Gessner Anmerkung: möglicherweise zerstört, nicht mehr unter diesem Namen auffindbar | P84(Architekt): P131(Ort):                                                          |
| ja   | Datei hochladen | 1911–1912 | Arbeiterwohnhausanlage                                                                                              | In der Zeile 6a,b,c, Gloggnitz Standort                                             | | P84(Architekt): P131(Ort):                                                          |
| ja   | Datei hochladen | 1911–1912 | Wohnkolonie Liesing                                                                                                 | Elisenstraße 32–42, Wien 23 Standort                                                | | P84(Architekt):Leopold Schumm P131(Ort):Wien Region-ISO:AT-9                        |
| ja   | Datei hochladen | 1912      | Doppelwohnhaus HERIS-ID: 24840 Objekt-ID: 21249                                                                     | Kettenbrückengasse 20, Wien 4 Standort                                              | Anmerkung: mit Franz Gessner | P84(Architekt): P131(Ort):Wieden Region-ISO:AT-9                                    |
| ja   | Datei hochladen | 1912      | Versicherungsanstalt der österr. Eisenbahner HERIS-ID: 13385 Objekt-ID: 9564                                        | Wien 4, Linke Wienzeile 48–52 Standort                                              | | P84(Architekt): P131(Ort):Mariahilf Region-ISO:AT-9                                 |
| ja   | Datei hochladen | 1911–1920 | Mühle, Brotwerke und Arbeiterwohnhaus F. Odkolek AG · Wikidata                                                      | Ke Klicovu 1, Prag-Vysočany, Tschechien Standort                                    | verändert | P84(Architekt): P131(Ort):Vysočany Region-ISO:CZ-10                                 |
| BW   | Datei hochladen | 1920–1921 | Wohnhaus der Angestellten der F. Odkolek AG                                                                         | Pod Pekárnami 17, Prag-Vysočany, Tschechien Standort                                | | P84(Architekt): P131(Ort):                                                          |
| ja   | Datei hochladen | 1912      | Arbeiterbäckerei | Leoben, Bergmannstraße 18, Stmk. Standort                                           | zerstört | P84(Architekt): P131(Ort):                                                          |
| ja   | Datei hochladen | 1912–1913 | Wohnhausanlage „Fünfhaus“                                                                                           | Mödling, Payergasse 19, 21, 23, NÖ Standort                                         | Anmerkung: heute „Leopold Müller Hof“ | P84(Architekt): P131(Ort):                                                          |
| ja   | Datei hochladen | 1912–1913 | Eisenbahnerheim | Wien 5, Margaretenstraße 166 Standort                                               | Mit Franz Gessner. Nach Kriegsschäden vor allem im Dachbereich reduziert wieder aufgebaut. | P84(Architekt): P131(Ort):Wien Region-ISO:AT-9                                      |
| ja   | Datei hochladen | 1913      | Wohnhausanlage HERIS-ID: 8674 Objekt-ID: 4631                                                                       | Franz Schubert-Straße 4–8 / Ehrenbrunngasse 19 / Hanuschgasse 2, Schwechat Standort | | P84(Architekt):Hubert Gessner P131(Ort):Schwechat Region-ISO:AT-3                   |
| ja   | Datei hochladen | 1913–1916 | Maschinen-, Kisten- und Holzwarenfabrik Koffmahn, Sargfabrik HERIS-ID: 22997 Objekt-ID: 19344                       | Breitenfurter Straße 176, Wien 23 Standort                                          | → Hauptartikel : Sargfabrik Atzgersdorf f1 | P84(Architekt):Hubert Gessner P131(Ort):Liesing Region-ISO:AT-9                     |
| ja   | Datei hochladen | 1913–1917 | Wohn- u. Geschäftshaus d. Obersteir. Spar- und Konsumvereins                                                        | Roseggerstraße 24, Bruck an der Mur Standort                                        | | P84(Architekt): P131(Ort):                                                          |
| ja   | Datei hochladen | 1914      | Geschäftshaus Höfinger                                                                                              | Domplatz 9 / Herrenplatz 4, St.Pölten, NÖ Standort                                  | Nach Werner Kilitschka (1984) ist das Haus „ein früher absolut moderner Bau im Sinne der nun künstlerisch konsequent zum Ausdruck gebrachten neuen Sachlichkeit“. Der skulpturale Schmuck am Gebäude stammt von Anton Hanak. | P84(Architekt): P131(Ort):                                                          |
| BW   | Datei hochladen | 1914      | Konsumvereinsgebäude                                                                                                | Neudorferstraße 10, Mödling, NÖ Standort                                            | | P84(Architekt): P131(Ort):                                                          |
|      | Datei hochladen | 1918      | Akkumulatoren-Fabrik                                                                                                | Siebenhirtenstraße 12, Wien 23 Standort                                             | zerstört Ehemaliges Varta-Areal. 2009 zerstört. | P84(Architekt): P131(Ort):                                                          |
|      | Datei hochladen | 1918      | Hammerbrotwerke Wien 21                                                                                             | Schwaigergasse 19, Wien 21 Standort                                                 | zerstört | P84(Architekt): P131(Ort):                                                          |
| ja   | Datei hochladen | 1918      | Grab von Victor Adler                                                                                               | Zentralfriedhof, Wien Standort                                                      | Grab von Engelbert Pernerstorfer, Victor Adler, Friedrich Adler, Karl Seitz und Otto Bauer | P84(Architekt): P131(Ort):                                                          |
|      | Datei hochladen | 1920–1921 | Spatenbrotwerke Linz                                                                                                | Semmelweisstraße 40, Linz Standort                                                  | zerstört Anmerkung: auch Arbeiter-Brotwerke | P84(Architekt): P131(Ort):                                                          |
| BW   | Datei hochladen | 1921      | Centralkino Linz im Hotel Schiff                                                                                    | Landstraße 36, Linz, OÖ Standort                                                    | → Hauptartikel : Central Kino (Linz) f1 | P84(Architekt): P131(Ort):                                                          |
| ja   | Datei hochladen | 1923–1925 | Metzleinstalerhof HERIS-ID: 10379 Objekt-ID: 6433 Wiener Wohnen: 92                                                 | Margaretengürtel 90–98, Wien 5 Standort                                             | → Hauptartikel : Metzleinstaler Hof f1 | P84(Architekt):Robert Kalesa, Hubert Gessner P131(Ort):Wien Region-ISO:AT-9         |
| ja   | Datei hochladen | 1924      | Lassalle-Hof HERIS-ID: 8576 Objekt-ID: 4532 Wiener Wohnen: 67                                                       | Lassallestraße 40, Wien 2 Standort                                                  | mit Friedrich Schlossberg, Hans Paar, Fritz Waage, Wettbewerb 2.Preis | P84(Architekt): P131(Ort):Wien Region-ISO:AT-9                                      |
| ja   | Datei hochladen | 1924      | Reumann-Hof HERIS-ID: 10380 Objekt-ID: 6434 Wiener Wohnen: 93                                                       | Margaretengürtel 100–112, Wien 5 Standort                                           | → Hauptartikel : Reumannhof f1 | P84(Architekt):Hubert Gessner P131(Ort):Wien Region-ISO:AT-9                        |
| ja   | Datei hochladen | 1924–1926 | Ratschkybad HERIS-ID: 28997 Objekt-ID: 25615                                                                        | Ratschkygasse, 1120 Wien Standort                                                   | → Hauptartikel : Ratschkybad f1 | P84(Architekt): P131(Ort):Wien Region-ISO:AT-9                                      |
| ja   | Datei hochladen | 1925      | Heizmann-Hof HERIS-ID: 8609 Objekt-ID: 4565 Wiener Wohnen: 69                                                       | Vorgartenstraße 140–142 / Radingerstraße 9, Wien 2 Standort                         | → Hauptartikel : Heizmann-Hof f1 | P84(Architekt): P131(Ort):Wien Region-ISO:AT-9                                      |
| ja   | Datei hochladen | 1925      | Feuerwache Leopoldstadt HERIS-ID: 8610 Objekt-ID: 4566                                                              | Lassallestraße 19, Wien 2 Standort                                                  | | P84(Architekt): P131(Ort):Leopoldstadt Region-ISO:AT-9                              |
| ja   | Datei hochladen | 1925      | Verwaltungsgebäude Technische Werke HERIS-ID: 82494 Objekt-ID: 96318                                                | Kaplanhofstraße 1, Linz Standort                                                    | | P84(Architekt): P131(Ort):Linz Region-ISO:AT-4                                      |
| ja   | Datei hochladen | 1926–1932 | Karl-Seitz-Hof HERIS-ID: 24197 Objekt-ID: 20574 Wiener Wohnen: 241                                                  | Jedleseerstraße 66–94, Wien 21 Standort                                             | Erbaut als Gartenstadt Jedlesee Anmerkung: Wettbewerbssieg | P84(Architekt): P131(Ort):Floridsdorf Region-ISO:AT-9                               |
| BW   | Datei hochladen | 1927–1928 | Wohnhausanlage „Robert Zangerl Hof“                                                                                 | Schreckgasse 14, Neunkirchen Standort                                               | | P84(Architekt): P131(Ort):                                                          |
| ja   | Datei hochladen | 1928      | Amtsgebäude der Kammer für Arbeiter u. Angestellte Oberösterreich HERIS-ID: 52316 Objekt-ID: 58922 Linz: 2725, 2727 | Volksgartenstraße 40, Linz Standort                                                 | verändert 2008 wurde das Gebäude generalsaniert und um einen Dachgeschoßausbau erweitert. | P84(Architekt): P131(Ort):Linz Region-ISO:AT-4                                      |
| ja   | Datei hochladen | 1928–1930 | Hotel International, Graz HERIS-ID: 105484 Objekt-ID: 122463                                                        | Hans-Resel-Gasse 6, Graz Standort                                                   | Das Gebäude ist im Inneren stark verändert, lediglich 13 Fresken von Alfred Wickenburg blieben erhalten. | P84(Architekt): P131(Ort):Graz Region-ISO:AT-6                                      |
| ja   | Datei hochladen | 1928–1931 | Augartenbrücke über den Donaukanal HERIS-ID: 12601 Objekt-ID: 8750                                                  | Wien 2 Standort                                                                     | → Hauptartikel : Augartenbrücke f1 | P84(Architekt): P131(Ort):Wien Region-ISO:AT-9                                      |
| ja   | Datei hochladen | 1929–1930 | Kammer für Arbeiter und Angestellte Steiermark                                                                      | Hans Resel-Gasse 8–14, Graz Standort                                                | Das Gebäude wurde an der Adresse errichtet, wo zuvor das Verlagsgebäude „Arbeiterwille“ stand | P84(Architekt): P131(Ort):Graz Region-ISO:AT-6                                      |
| BW   | Datei hochladen | 1930      | Villa Slupetzky | Sieveringerstraße 13, Wien 19 Standort                                              | | P84(Architekt): P131(Ort):                                                          |
| ja   | Datei hochladen | 1930      | Aufstockung der Villa Renner                                                                                        | Rennergasse, Gloggnitz Standort                                                     | Das Gebäude wurde 1930 von Hubert Gessner aufgestockt. | P84(Architekt): P131(Ort):                                                          |
| ja   | Datei hochladen | 1930–1931 | Villa Haus Winterstein                                                                                              | Pötzleinsdorferstraße 123, Wien 18 Standort                                         | | P84(Architekt): P131(Ort):                                                          |
| ja   | Datei hochladen | 1934      | Haus Gessner-Slupetzky                                                                                              | Gersthoferstraße 147 / Scheibenbergstraße 52, Wien 18 Standort                      | | P84(Architekt): P131(Ort):                                                          |
|      | Datei hochladen | 1942–1943 | Schokoladenfabrik Michael Rubey                                                                                     | Mitisgasse 18–20, Wien 14 Standort                                                  | zerstört Anmerkung: Adresse existiert nicht. | P84(Architekt): P131(Ort):                                                          |
|      | Datei hochladen | um 1911   | Portal S. Friedmann jun.                                                                                            | Weihburggasse 26, Wien 1 Standort                                                   | zerstört Anmerkung: mit Franz Gessner | P84(Architekt): P131(Ort):                                                          |